# Aleksandar Mitrović (político)
Aleksandar Mitrović (1933 - 19 de setembro de 2012) foi vice-primeiro-ministro e, em seguida, primeiro-ministro interino da Iugoslávia.